# Vision de Merchdeorf

La vision de Merchdeorf est un poème anglo-saxon écrit au IXe siècle par le moine Æthelwulf. Le poème se retrouve dans une œuvre qui se nomme De Abbatibus, qui contient cette vision, ainsi que celles de l’auteur.

## Informations sur les manuscrits

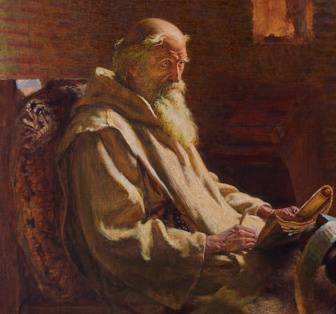
Bède le vénérable

Il y a peu de détails sur l’origine de la vision, encore moins sur le lieu de sa rédaction. Il existe trois versions des manuscrits, produits plus tardivement. La première version, nommé L, contient seulement la première page et elle est incluse avec une version d’Historia Ecclesiastica de Bède. Il aurait été retranscrit par un scribe du nom de Æthelelm, durant la première moitié du XIe siècle. Les autres pages du manuscrit ont été endommagés sévèrement lors de l’incendie de la bibliothèque Cotton, en 1731. Le second manuscrit, nommé O, date d’un peu plus tardivement. Certains ont avancé qu’il avait été écrit dans la première parti du XIIe siècle, mais d’autres historiens le date peu après L. Il aurait vraisemblablement été écrit dans la région de Peterborough. Le dernier manuscrit, appelé C, aurait été écrit au XIIe siècle et s’accompagne du Libellus de exordio de Siméon de Durham et de plusieurs autres documents historiques. Il provient de la même main qui a écrit la version O. Il proviendrait de la région de York, car il a été retrouvé dans l'abbaye de Sawley. Il est conservé à Cambridge.

### Particularités des manuscrits
Les manuscrits sont tous d’une manière ou d’une autre liés entre eux. En effet, plusieurs des manuscrits partagent des caractéristiques similaires, en particulier L et O, qui partagent des ressemblances et les mêmes erreurs de manuscrits. C semble être le manuscrit le plus fidèle à l’originale. L et O peuvent être encore plus solidement associés, car ils partagent à plusieurs reprises, une orthographe très similaire, qui provient fort probablement de la transmission des textes. Cependant, on remarque dans le manuscrit C, que la plupart des erreurs sont corrigés, quoi qu’il contient certaines erreurs des autres manuscrits.

## Æthelwulf

### Origines
Les informations disponibles sur Æthelwulf sont très limitées. Dans son introduction, il salue l’évêque Ecgberht, qui semble être un ami proche. Les références faites par Æthelwulf à l’endroit d’Ecgberht démontrent qu’il suivait ce dernier en tant qu’abbé dans son monastère. Il est connu que le monastère était fondé durant le règne d’Osred Ier de Northumbrie, au début du VIIIe siècle. Æthelwulf rapportait l’histoire de six abbés avant lui, ce qui porte à croire qu’il est le septième ou le huitième en poste. De plus, Ecgberht est vraisemblablement devenu évêque au début du IXe siècle. Il viendrait de Lindisfarne et il aurait été consacré en 803 et mort en 821. On peut donc placer l’écriture du poème d’Æthelwulf durant cette période.
Pour ce qui est de la localisation du monastère ou le poème serait composé, la plupart des éléments semblent pointer vers Lindisfarne. En effet, il mentionne le parcours d'Eanmund, un noble qui a été fait moine sous la tyrannie d'Osred, et qui recevait des terres dans la région de Lindisfarne. Cependant, un autre lieu semble être privilégié. En effet, dans certaines descriptions de terrain qu’Æthelwulf fait, ce serait plutôt le site de Crayke, qui serait l’emplacement du monastère.

### Sa vie monastique
Il fait un historique des différents abbés qui ont dirigé le monastère. Le premier étant Eanmund, qui s’afférait à la mise en place du monastère et à l’enseignement. Ensuite il y eut Eorpwine et Aldwine, qu’il encense et dont il remarque leur excellente gestion du monastère. Vient ensuite Sigbald, qui lui, augmentait considérablement la fortune du monastère. Il continue ainsi avec les autres abbés qui ont dirigé le monastère, il termine avec Wulfsig. Il est particulièrement attaché à cet abbé, car il était en service lorsque lui-même entra au monastère.
Pour ce qui est de l’œuvre elle-même, elle se divise en trois visions. Celle de Merchdeorf et les deux visions d’Æthelwulf. L’œuvre rentre dans les caractéristiques médiévales, qui visent à ne pas donner de propriétés surnaturelles à ces hommes d’Église, mais plutôt à rendre plus attirantes les histoires de ces hommes, qui seraient plutôt ennuyantes. Un autre de ses objectifs était de faire une sorte de projection dans le futur pour voir ce que l’avenir réservait, quelque chose de très présent dans la littérature en Angleterre au VIIIe siècle. À l’opposé de plusieurs auteurs comme Bède, Æthelwulf ne semble pas se soucier de la punition. Il en fait allusion certes, mais elle n'est pas au centre de son histoire. Dans la vision de Merchdeorf, il adopte une approche différente, car ce dernier entrevoit les punitions qui sont affligées aux pêcheurs.

## Les visions durant le Moyen Âge
Les visions ont une grande importance dans la littérature latine. En effet, elles permettent de s’exprimer sur les perceptions des signes du monde invisible. Les visions se divisent en deux catégories. La première catégorie est celle qui ressemble à un voyage. En effet, le visionnaire est souvent très malade, ou bien mort et se voit transporter dans l’au-delà. Ensuite, on lui montre l’autre monde ainsi que les différents châtiments et éléments, pour qu’il rapporte ce qu’il a vu dans le monde des vivants. La seconde catégorie consiste à l’apparition d’un esprit purgateur qui communique avec le visionnaire pour lui rappeler ses fautes et lui demander réparation. Il semblerait que les auteurs du Haut Moyen Âge avaient une double perception des visions. Elles étaient vues comme des messages de Dieu qui nous permettent de voir le futur. De plus, même les saints pères de l’Église avaient des visions, ce qui renforcent leurs importances. Cependant, les visions restent quand même prises avec attention, car pour certains, elles peuvent être l’œuvre des forces du mal et elles renvoient aux activités païennes. Plusieurs œuvres ont été rédigées pour aider à la compréhension des rêves et visions durant le début du Haut Moyen Âge. Il semble exister une dualité quant à la provenance des rêves. Par exemple, un des textes de Lucien rapporte qu’un de ses songes est de sources divines mais il se ravisera par la suite. Ceci démontre que si un rêve est inutile et insignifiant, il est le fruit de notre imagination. En revanche, s’il semble avoir une signification quelque peu pertinente, le rêve est un message envoyé par dieu. Il existe plusieurs représentations de ces voyages dans la littérature latine. Que ce soit le voyage par catalepsie, l’image du navire, les représentations du voyage nous transporte à chaque fois dans une vision métaphorique de la mort et du paradis.

## La vision
La vision de Merchdeorf raconte l’histoire d’un moine qui est tombé malade et mort rapidement. Ensuite, il est transporté dans l’au-delà par des figures sombres, mais il est rapidement sauvé par des figures lumineuses. On apprend qu’il s’est remarié dans sa vie terrestre et que c’est la raison de son jugement. Le juge lui demande pourquoi il devrait avoir le pardon, alors qu’il a brisé les vœux de son premier mariage, en se remariant. Ensuite, il y a une intercession des figures lumineuses, des enfants morts après le baptême, qui supplient le juge de lui accorder le pardon. Le juge l’informe donc qu’il sera jugé par sa première femme et que c’est elle qui rendra la décision finale. Transporté devant son ancienne épouse, elle l’invective et le condamne à l’enfer. Cependant, une nouvelle intercession des enfants réussit à convaincre cette dernière de le renvoyer dans le royaume des mortels pour qu’il puisse expier ses fautes.

### Analyse de la vision
Tout d’abord, ce qui frappe dans la vision est l’absence de descriptions de l’au délà. En effet, Æthelwulf, ne semble pas s’intéresser à la description de l’au-delà, mais plutôt à la recherche d’un idéal se traduisant par une vie heureuse, ce qui est une caractéristique de la vie monastique. Il s’inspire vraisemblablement du texte d’Alcuin, la vision de Seneca, quoique à la différence de ce texte, Merchdeorf doit passer par une purification de son âme avant de pouvoir accéder à son repos. Cette purification, il doit la faire dans le royaume des mortels. Le texte d’ Æthelwulf est souvent comparé avec la vision de Barontus, car les deux ont sensiblement le même cheminement. Les deux se sont effectivement remariés, mais Barontus aurait commis un adultère, alors que Merchdeorf s’est remarié dans de bonnes conditions. Ceci démontre qu’a son époque, le remariage est un concept encore mal accepté, quoi qu’il est surtout difficile pour les veuves de faire accepter un second mariage. Un autre élément important du récit est la place des enfants. En effet, dans ce poème, ce sont les enfants qui intercèdent auprès des instances du paradis pour Merchdeorf, en plus de lui servir de guide. Une autre image dans le texte est celle de la mère. En effet, Æthelwulf montre l’image de la mère comme étant celle du monastère dont il est issu et les moines aspirent à retrouver ce lieu, même après la mort. Le monastère représente en fait le lieu où ils avaient passé leur enfance et il forme donc, une représentation de la famille, qu’il est important de retrouver. Dans la vision de Merchdeorf, cependant, le résultat est différent, car il retrouve sa famille biologique et non pas sa famille adoptive.